# Pikangikum Airport
Pikangikum Airport är en flygplats i Kanada.   Den ligger i provinsen Ontario, i den sydöstra delen av landet, 1 500 km väster om huvudstaden Ottawa. Pikangikum Airport ligger 338 meter över havet. Den ligger vid sjön Pikangikum Lake.
Terrängen runt Pikangikum Airport är platt. Trakten runt Pikangikum Airport är nära nog obefolkad, med mindre än två invånare per kvadratkilometer..
I omgivningarna runt Pikangikum Airport växer i huvudsak blandskog.